# Psalm 12

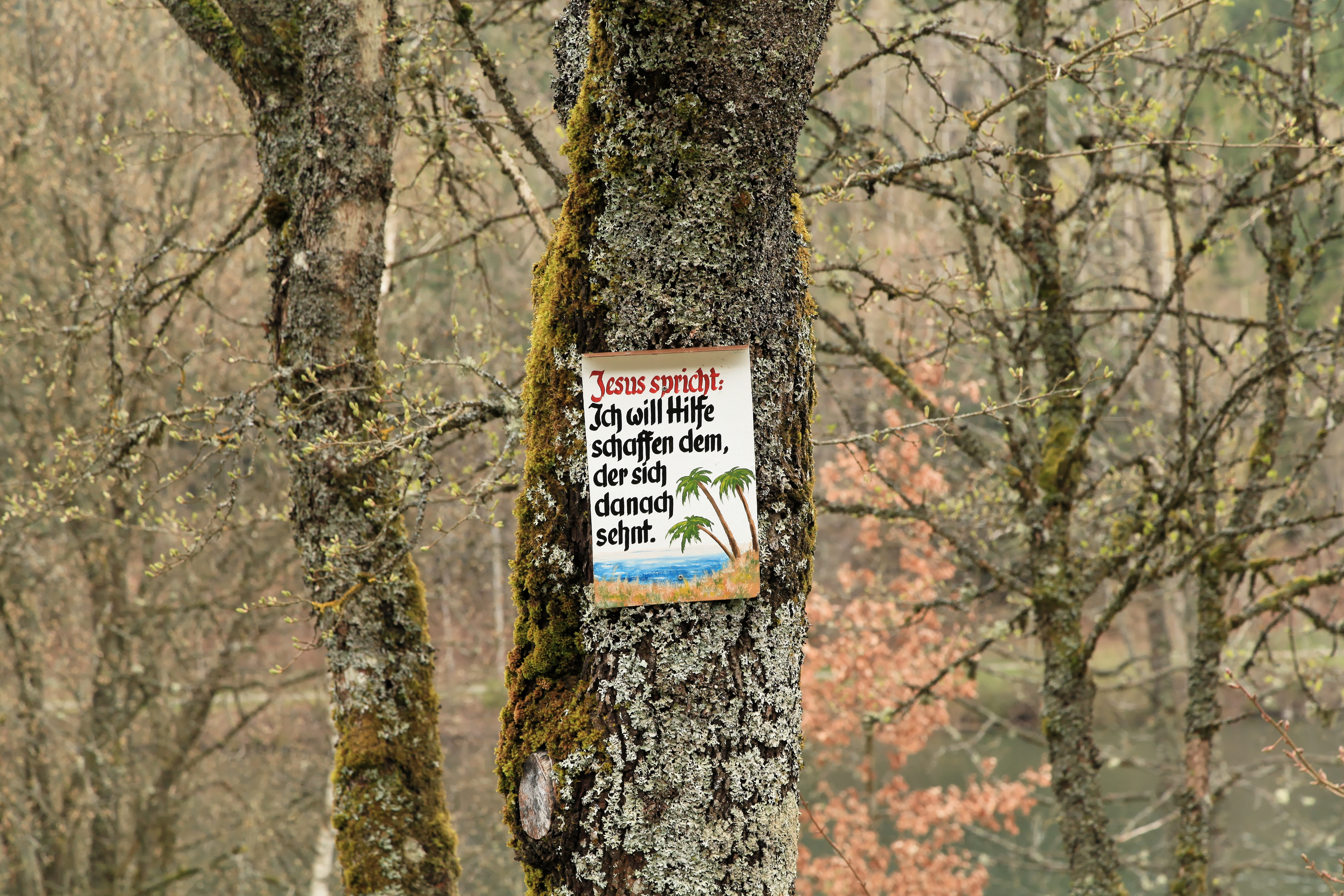
Tafel mit Worten aus Psalm 12 Vers 6. Diese Worte als eine Aussage Jesu zu deklarieren hat keinen Anhalt im Psalm selber und ist wahrscheinlich auf eine Fehlinterpretation der Worte „spricht der Herr“ zurückzuführen.

Der 12. Psalm (nach griechischer Zählung der 11.) ist ein Psalm Davids. Seine Gattung ist unklar. Er wird meistens aber als der Liturgie zugehörig eingeordnet.

## Gattung
Die Gattung des Psalms ist unklar. Jörg Jeremias sieht ihn am ehesten als der „prophetischen Klageliturgie“ zugehörig an. Auch Hermann Gunkel benennt den Psalm als „Liturgie“. „Liturgie“ heißt hier, dass die Absicht der Aufführung mit wechselnden Stimmen im Gottesdienst bestand.

## Gliederung
Gunkel teilt den Psalm folgendermaßen ein:
- Vers 2f.: Nach kurzem Hilferuf die Klage, dass Falschheit herrscht
- Vers 4f.: Wunsch, JHWH möge eingreifen
- Vers 6: Trost, dass JHWHs Heil jetzt erscheint
- Vers 7–9: Antwort der Gemeinde: Preisung JHWHs Wort

## Rezeption
- Martin Luther schuf 1523 zum Psalm den Choral Ach Gott, vom Himmel sieh darein, (Evangelisches Gesangbuch Nr. 273).
- Luthers Choral wurde vielfach bearbeitet, u. a. von Johann Sebastian Bach in der Kantate Ach Gott, vom Himmel sieh darein, BWV 2 (1724).